# 北宋两浙西路帅臣列表
北宋两浙西路帅臣，指两浙西路安抚司的长官，或称安抚使，或称经略安抚使。

## 历任经略安抚使

### 宋太宗朝
- 范旻（978年—979年）
- 李继凝（979年—980年）
- 李昌言
- 翟守素
- 刘知信（989年—992年）
- 王化基（993年）
- 魏羽（995年）
- 张去华（997年）

### 宋真宗朝
- 张去华（997年—999年）
- 张詠（999年—1001年）
- 宋太初（1002年）
- 王仲华（1002年—1003年）
- 薛映（1003年—1007年）
- 王济（1007年—1010年）
- 戚纶（1010年—1014年）
- 薛颜（1014年—1015年）
- 马亮（1016年—1018年）
- 王钦若（1019年—1020年）
- 王随（1020年—1022年）

### 宋仁宗朝
- 王随（1022年）
- 李及（1022年—1023年）
- 周起（1023年—1026年）
- 马亮（1026年）
- 胡则（1026年—1027年）
- 李谘（1028年—1029年）
- 朱巽（1029年—1030年）
- 陈从易（1030年—1031年）
- 张观（1031年—1032年）
- 胡则（1033年—1034年）
- 郑向（1034年—1036年）
- 俞献卿（1036年—1037年）
- 柳植（1038年—1039年）
- 司马池（1039年—1040年）
- 张若谷（1040年—1041年）
- 郑戬（1041年—1042年）
- 蒋堂（1042年—1043年）
- 杨偕（1043年—1045年）
- 方偕（1045年—1047年）
- 蒋堂（1047年—1048年）
- 范仲淹（1049年—1050年）
- 张方平（1050年—1051年）
- 吕溱（1051年）
- 李兑（1053年—1054年）
- 孙沔（1055年—1056年）
- 何中立（1056年—1057年）
- 梅挚（1057年—1058年）
- 唐询（1058年—1060年）
- 施昌言（1060年—1062年）
- 沈遘（1062年—1063年）

### 宋英宗朝
- 王琪（1064年—1065年）
- 蔡襄（1065年—1066年）
- 胡宿（1066年—1067年）
- 吕溱（1067年）
- 祖无择（1067年）

### 宋神宗朝
- 郑獬（1069年—1070年）
- 赵抃（1070年）
- 沈立（1070年—1072年）
- 陈襄（1072年—1074年）
- 杨绘（1074年）
- 沈起（1074年）
- 苏颂（1076年）
- 赵抃（1077年—1079年）
- 邓润甫（1079年—1081年）
- 张诜（1081年—1085年）
- 蒲宗孟（1085年）

### 宋哲宗朝
- 蒲宗孟（1085年—1087年）
- 杨绘（1087年—1088年）
- 熊本（1088年—1089年）
- 苏轼（1089年—1091年）
- 林希（1091年—1092年）
- 王存（1092年—1094年）
- 陈轩（1094年—1096年）
- 韩宗道（1096年—1097年）
- 李琮（1097年—1098年）
- 林希（1098年—1099年）
- 丰稷（1099年—1100年）

### 宋徽宗朝
- 丰稷（1100年）
- 吕惠卿（1100年—1101年）
- 龚原（1101年）
- 陈轩（1101年—1102年）
- 邹浩（1102年）
- 吕惠卿（1102年）
- 蒋之奇（1102年）
- 宇文昌龄（1103年—1105年）
- 王宁（1105年）
- 曾孝广（1105年）
- 吕惠卿（1106年—1107年）
- 曾孝蕴（1107年）
- 朱彦（1107年—1108年）
- 王涣之（1108年）
- 席震（1109年）
- 蔡薿（1109年）
- 张商英（1109年—1110年）
- 刘逵（1110年）
- 张阁（1110年）
- 庞寅孙（1111年—1113年）
- 董正封（1114年）
- 李偃（1115年）
- 徐铸
- 赵㠓（1116年—1119年）
- 赵霆（1119年—1120年）
- 曾孝蕴（1120年—1121年）
- 蔡薿（1121年—1122年）
- 翁彦国（1122年—1125年）
- 唐恪（1125年）

### 宋钦宗朝
- 唐恪（1125年—1126年）
- 翁彦国（1126年）
- 毛友（1126年）
- 叶梦得（1126年—1127年）